# Želenice (Ústí nad Labem)
Želenice é uma comuna checa localizada na região de Ústí nad Labem, distrito de Most.
O município cobre uma área de 9.76 quilómetros quadrados (3.77 milhas quadradas) e tem uma população de 456 (em 31 de dezembro de 2007).
Želenice fica a aproximadamente 8 km ao norte de Most, a 27 km (sudoeste) a sudoeste de Ústí nad Labem ea 70 km ao noroeste de Praga.